# Cristina Casandra

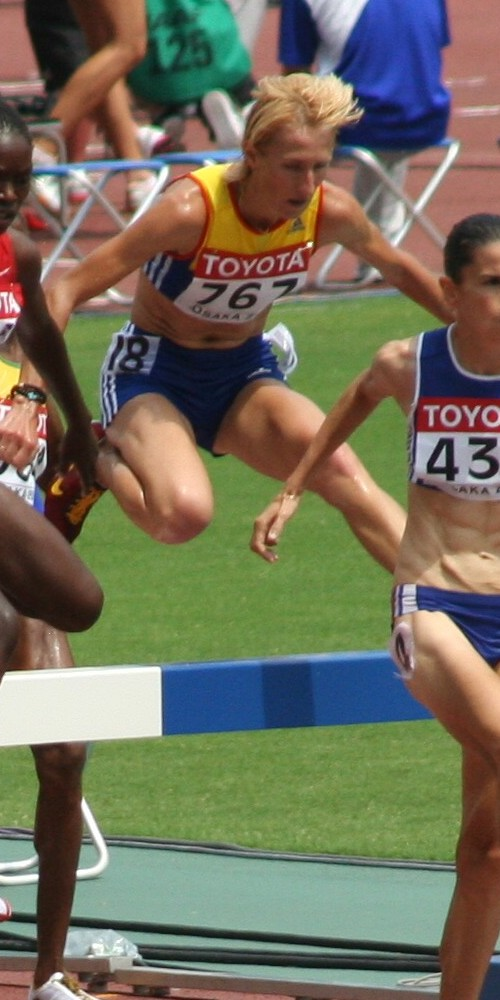
Cristina Casandra

Cristina Casandra, född den 1 februari 1977 i Zalău som Cristina Iloc, är en rumänsk friidrottare som tävlar i hinderlöpning och medeldistanslöpning.
Casandra började sin karriär som en framgångsrik junior på 5 000 meter med ett brons från VM för juniorer 1996 som främsta merit.
Hon tillhörde pionjärerna inom den kvinnliga hinderlöpningen och hon noterade 2000 två världsrekord på 3 000 meter hinder som stod sig fram till 2002 då de slogs av polskan Justyna Bąk.
Vid det första världsmästerskapet för kvinnor i hinderlöpning, VM 2005, var hon i final och slutade sjua. Hon var även i final vid EM 2006 och blev då tia. Något bättre gick det vid VM 2007 då hon slutade sexa. Hennes bästa lopp så här långt (april 2009) var finalen vid Olympiska sommarspelen 2008 då hon noterade sitt personliga rekord på 9.16,85. Trots detta slutade hon på en femte plats.